# 小倉靖典
小倉 靖典（おぐら やすのり、1958年1月21日 - ）は、日本の松涛館流 空手師範。過去 JKA全日本選手権を制している。現在、日本空手道協会の事務局長代理。
北海道で生まれた。 大正大学出身。空手は高校入学時に始めた。

## 競技歴
空手競技で次の戦績を収めた。
- 第3回松濤ワールドカップ空手道選手権大会-1位グループカタ
- 第29回JKA全日本空手道選手権（1986）-組手1位
- 第28回JKA全日本空手道選手権（1985）-2位組手
- 第27回JKA全日本空手道選手権（1984）-3位組手